# ハリケーン・グロリア
ハリケーン・グロリア（Hurricane Gloria）は、1985年に大西洋に発生したカテゴリー4のハリケーンである。当時のインフレーションで9億ドルの被害を受けた。

## 概要

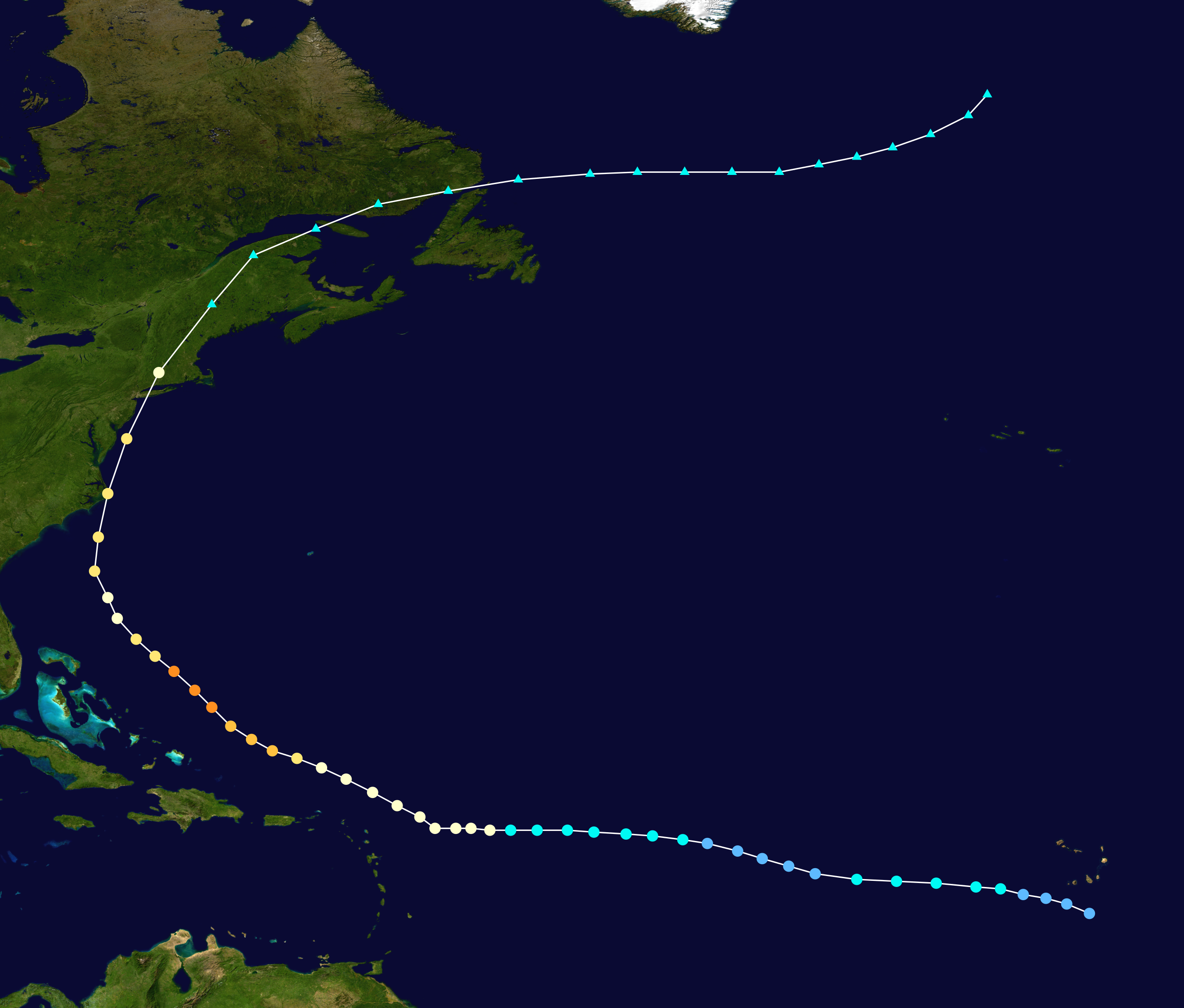
進路図

ハリケーン・グロリアは1985年9月15日にカーボベルデ周辺で発生した。その後北上し、北アメリカ大陸に上陸した。アメリカ合衆国南東部とアトランティック・カナダで被害が出た。
国際名Gloriaは、この年限りで引退となった。代わりにGraceという国際名に変更となった。